# Nicholas Jewell
Nicholas Jewell is een Amerikaans jeugdacteur. Hij heeft een rol gehad in twee afleveringen van iCarly, iRue the Day en iNevel.

## Filmografie
- iCarly (2 afleveringen, 2007)